# Carl Friedrich Zöllner

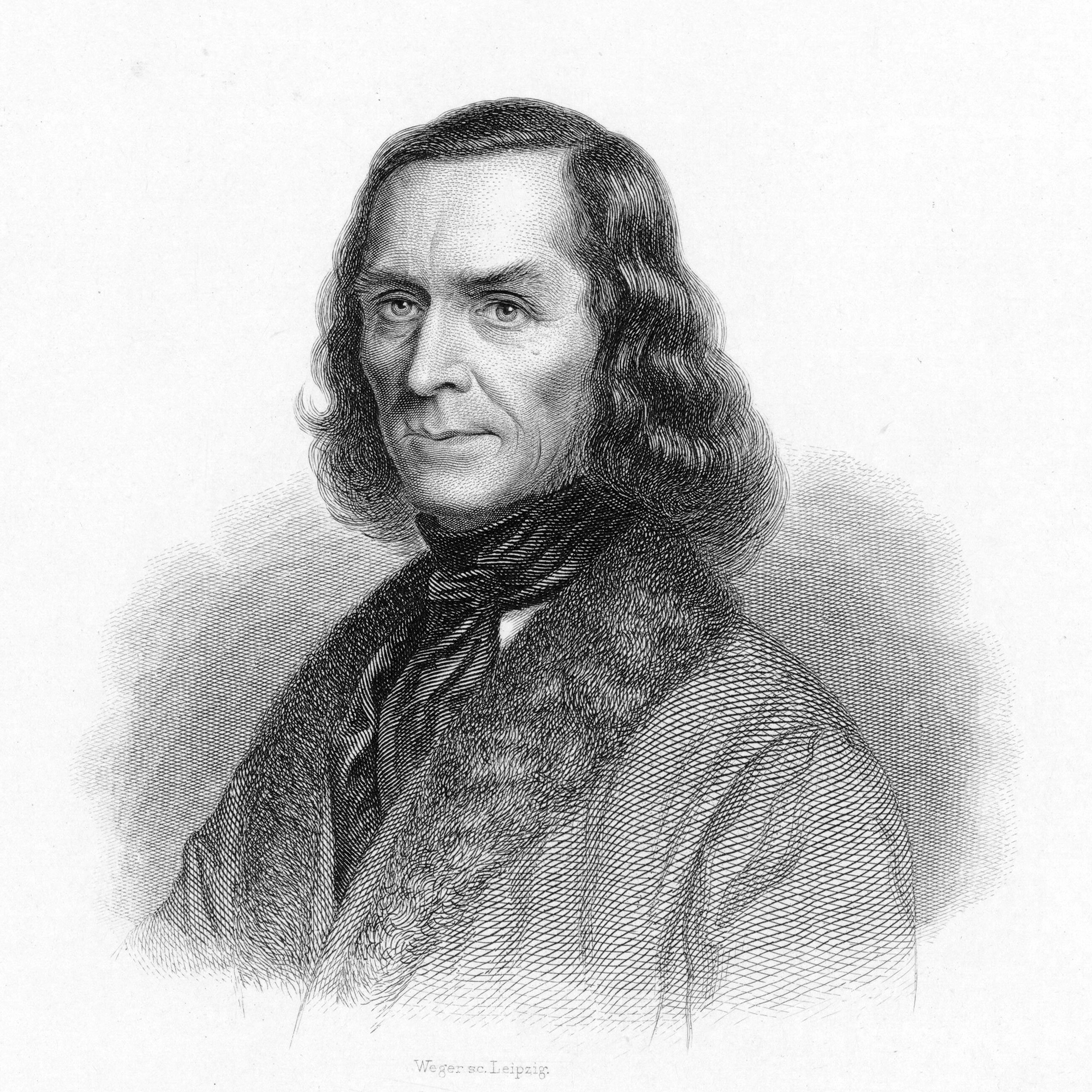
Carl Friedrich Zöllner.

Carl Friedrich Zöllner, född den 17 mars 1800 i Mittelhausen vid Sangerhausen i Thüringen, död den 25 september 1860 i Leipzig, var en tysk tonsättare. Han var far till Heinrich Zöllner.
Zöllner, som var elev till Schicht vid Thomasskolan i Leipzig, började 1830 komponera manskvartetter och bildade 1833 den första "Zöllnerverein", som snart följdes av flera  liknande "Liedertafeln", så att han 1859 kunde anordna en musikfest i Leipzig med 20 dylika föreningar. Efter hans död samlade sig dessa till ett "Zöllnerbund". Hans kompositioner består uteslutande av stycken för manskör eller blandad kör samt visor. "Bland det tiotal af hans kvartetter, som blifvit sjungna i Sverige, ega några", skriver Adolf Lindgren i Nordisk Familjebok, "såsom Vandringslust, en viss humor och hurtig rytmik."